# 铃蟾科
铃蟾科（学名：Bombinatoridae）是两栖纲无尾目的一个科，现存2属12种，分布于欧洲和亚洲东部地区。因其舌与盘舌蟾科相似，皆为圆盘状，故有时也将铃蟾科下的两属划归为盘舌蟾科下。
- 巴蟾属（Barbourula）
  - 布桑加巴蟾（Barbourula busuangensis）
  - 加都巴蟾（Barbourula kalimantanensis）
- 铃蟾属（Bombina）
  - 红腹铃蟾（Bombina bombina）
  - 强婚刺铃蟾（Bombina fortinuptialis）
  - 大蹼铃蟾（Bombina lichuanensis）
  - 微蹼铃蟾（Bombina maxima）
  - 东方铃蟾（Bombina microdeladigitora）
  - 亚平宁铃蟾（Bombina pachypus）
  - 多彩铃蟾（Bombina variegata）